# Salleri (Dailekh)
Salleri (nep. सल्लेरी, trl. Salerī, trb. Saleri) – gaun wikas samiti w zachodniej części Nepalu w strefie Bheri w dystrykcie Dailekh. Według nepalskiego spisu powszechnego z 2011 roku liczył on 689 gospodarstw domowych i 4008 mieszkańców (2110 kobiet i 1898 mężczyzn).